# DJ Project
DJ Project – rumuńska grupa muzyczna wykonująca muzykę pop i dance. Założona w 2000 roku w Timișoarze. Pierwotny skład grupy to DJ Gino Manzotti i DJ Maxx jako producenci oraz Elena Baltagan jako wokalistka. Ich pierwsza epka zatytułowana Experience ukazała się w 2001 roku. Dwukrotnie (w 2006 i 2007 roku) grupa DJ Project otrzymała nagrodę dla najlepszego rumuńskiego wykonawcy na MTV Europe Music Awards.

## Dyskografia

### Albumy
- Șoapte (2005)
- Povestea mea (2006)
- Două anotimpuri (2007)
- In the club (2009)
- Best of DJ Project (2011)

### EP
- Experience (2001)
- Spune-mi tot ce vrei (2002)
- Lumea ta (2004)

### Single
- Te chem (2002)
- Spune-mi tot ce vrei (2002)
- Lumea ta (2004)
- Printre vise (2004)
- Privirea ta (2005)
- Soapte (2005)
- Inca o noapte (2006)
- Esti tot ce am (2006)
- Before I Sleep (2007)
- Doua anotimpuri (2007)
- Lacrimi de inger (2007)
- Prima noapte (feat. Giulia) (2008)
- Departe de noi (2008)
- Hotel (2009)
- Over and over again (feat. Deepside Deejays) (2009)
- Miracle Love (2009)
- Nu (feat. Giulia) (2009)
- Regrete (feat. Giulia) (2010)
- Mi-e Dor De Noi (feat. Giulia) (2011)
- Crazy In Love (feat. Giulia) (2012)
- Bun Ramas (feat. Adela) (2012)
- Parte din Tine (oraz Roxen) (2021)

Opracowano na podstawie Discogs.